# 74P/Smirnova-Černyh
74P/Smirnova-Černyh, komet Enckeove vrste, zbog vrijednosti Tisserandovog parametra. Također ga se svrstava u komet kvazi-Hildine obitelji.